# Hankinson
Hankinson – miasto w Stanach Zjednoczonych, w stanie Dakota Północna, w hrabstwie Richland.